# Alarik Bergman
Alarik Astrup Gustafsson Bergman, född den 14 augusti 1900 i Stockholm, död där den 25 november 1989, var en svensk militär. Han var son till Gustaf Bergman.
Bergman blev fänrik vid Bodens artilleriregemente 1924 och löjtnant där 1930. Han genomgick Artilleri- och ingenjörhögskolan 1928–1930 och Krigshögskolan 1937–1939. Bergman blev kapten vid Svea artilleriregemente 1938 samt major vid Upplands artilleriregemente 1943, vid Bergslagens artilleriregemente 1946 och Göta artilleriregemente 1949. Han var chef för artilleriets befälsskola 1940–1943 och för en division vid Artilleriskjutskolan 1947–1949. Bergman blev överstelöjtnant i armén 1950, vid Bodens artilleriregemente 1951, överste och chef för Wendes artilleriregemente 1954 samt var chef för Göta artilleriregemente 1957–1960. Han blev riddare av Svärdsorden 1944, kommendör av samma orden 1958 och kommendör av första klassen 1960. Bergman vilar på Solna kyrkogård.